# Кохан, Михаил Федотович
Михаил Федотович Кохан (1907 — 1999, Горловка, Донецкая область, Украинская ССР) — начальник шахты № 4 — 5 «Никитовка» треста «Горловскуголь» Министерства угольной промышленности Украинской ССР, Сталинская область. Герой Социалистического Труда (1957). 

## Биография
Родился в 1907 году в городе Сураж  Брянской области. 
После окончания Ленинградского горного института приехал работать на шахты Донбасса в 1937 году.
В 1940 году ему было предложено поехать главным инженером на шахты Монгольской Народной Республики, куда приехал в 1941.
В 1946 году после окончания войны с Японией был направлен на восстановление разрушенных шахт Донбасса. Работал в объединениях (трестах) Макеевуголь и Орджоникидзеуголь. После аварии на шахте № 4 — 5 «Никитовка» (объединение Артемуголь) был назначен туда в должности начальника шахты. Под его руководством производительность шахты была поднята с 40 до 120% плановой мощности.
Коллектив шахты под его руководством досрочно выполнил плановые задания Пятой пятилетки (1951—1955) и первого года Шестой пятилетки (1956—1960). Указом Президиума Верховного Совета СССР от 20 августа 1957 года удостоен звания Героя Социалистического Труда за «выдающиеся успехи в деле развития угольной промышленности в годы пятилетки и в 1956 году» с вручением ордена Ленина и золотой медали «Серп и Молот» (№ 7716).
Этим же указом званием Героя Социалистического Труда был награждён забойщик шахты № 4 — 5 Андрей Иванович Скрыльник.
После выхода на пенсию проживал в Горловке и преподавал в Горловском Индустриальном Техникуме. 
С 1968 года — персональный пенсионер союзного значения. Дата смерти 7 января 1999.
Награды
- Герой Социалистического Труда
- Орден Ленина
- Орден Трудового Красного Знамени (28.10.1949)